# Circinotrichum chathamiense
Circinotrichum chathamiense är en svampart som beskrevs av McKenzie 1993. Circinotrichum chathamiense ingår i släktet Circinotrichum, divisionen sporsäcksvampar och riket svampar.   Inga underarter finns listade i Catalogue of Life.